# Hrvatsko-ukrajinski odnosi
|          |          |
| Hrvatska | Ukrajina |

Hrvatsko-ukrajinski odnosi (ukrajinski: Українсько-хорватські відносини) vanjski su odnosi između Hrvatske i Ukrajine. Države su uspostavile diplomatske odnose 18. veljače 1992. Hrvatska ima veleposlanstvo u Kijevu i počasni konzulat u Donjecku. Ukrajina ima veleposlanstvo u Zagrebu i počasne konzulate u Malinskoj i Splitu.

## Povijest
Prije 1991. i Hrvatska i Ukrajina bile su dio multinacionalnih socijalističkih država, SFR Jugoslavije i Sovjetskog Saveza. Hrvatska je proglasila neovisnost od Jugoslavije 25. lipnja 1991., ali s obzirom na tromjesečni moratorij na odluku koju je donijela Europska zajednica, ona je stupila na snagu 8. listopada 1991. Ukrajina je 24. kolovoza 1991. proglasila neovisnost od Sovjetskog Saveza i priznala Hrvatsku 11. prosinca 1991. kao prva država članica Ujedinjenih naroda koja je to učinila. Diplomatski odnosi između dviju zemalja uspostavljeni su 18. veljače 1992. godine.

## Iseljeništvo

### Ukrajinci u Hrvatskoj
Prema popisu stanovništva Hrvatske 2011. godine, u Hrvatskoj je živjelo 1878 Ukrajinaca i 1936 Rusina. Ukrajinci i Rusini u Hrvatskoj otvorili su dvije glavne kulturno-prosvjetne organizacije u Slavonskom Brodu i Vukovaru, koje su se kasnije proširile na po deset manjih zajednica koje danas djeluju u raznim hrvatskim gradovima uključujući Zagreb i Rijeku. Hrvatska nastoji zadovoljiti potrebe manjina i promicati prijateljske veze između dvaju naroda, imajući središnju knjižnicu u Zagrebu od 1995. godine, Katedru za ukrajinski jezik i književnost na Sveučilištu u Zagrebu od 2001. godine i nastavu na ukrajinskom jeziku. Svake se godine obilježavaju različiti datumi važni za ukrajinsku povijest, praznici i manifestacije.

### Hrvati u Ukrajini
Prema popisu stanovništva Ukrajine 2001. godine, u Ukrajini je živjelo 126 Hrvata.